# Mádi-Kakas-hegy
Mádi-Kakas-hegy este o arie protejată (arie specială de conservare — SAC, sit de importanță comunitară — SCI) din Ungaria întinsă pe o suprafață de 15,36 ha, integral pe uscat.

## Localizare
Centrul sitului Mádi-Kakas-hegy este situat la coordonatele 48°11′20″N 21°19′43″E / 48.188889°N 21.328611°E.

## Înființare
Situl Mádi-Kakas-hegy a fost declarat sit de importanță comunitară în august 2010 pentru a proteja 3 specii de plante și 2 specii de animale. Situl a fost protejat și ca arie specială de conservare în octombrie 2012.

## Biodiversitate
Situată în ecoregiunea panonică, aria protejată conține 3 habitate naturale: Pajiști stepice subpanonice, Tufărișuri subcontinentale peripanonice, Păduri panonice cu Quercus pubescens.
La baza desemnării sitului se află mai multe specii protejate:
- plante (3): Echium russicum, Iris aphylla subsp. hungarica, sisinei (Pulsatilla grandis)
- nevertebrate (2): croitorul mare al stejarului (Cerambyx cerdo), fluturele de noapte (Eriogaster catax)

Pe lângă speciile protejate, pe teritoriul sitului au mai fost identificate 1 specie de plante.